# Carmen Gallardo
 Carmen Gallardo (Sevilla, 3 de julio de 1965) es una actriz teatral española. 

## Biografía
Fue cofundadora en 1983 de la compañía Atalaya que obtuvo en 2008 el Premio Nacional de Teatro, de cuyo equipo estable forma parte.
Entre los galardones y reconocimientos recibidos sobresalen, en el ámbito nacional, el de Actriz revelación del año 1986 en Madrid por los cinco personajes encarnados en Así que pasen cinco años de Federico García Lorca; el Premio Teatro Rojas, de Toledo en 2020 porRey Lear y los premios a Mejor actriz en Festival Ciudad de Palencia, en 2015 por Celestina, la Tragicomedia y en 2019 por Rey Lear. También recibió dos galardones en los Premios Lorca del Teatro Andaluz, por Madre Coraje de Bertolt Brecht, en 2014 y por Rey Lear de Shakespeare, en 2019 y otros tantos premios a Mejor Actriz en los Premios Escenarios de Sevilla por Celestina, la Tragicomedia en 2014 y por Rey Lear en 2020.  En estos tres montajes encarna los personajes protagonistas, habiendo estado nominada a los Premios Max como actriz principal en los papeles de Madrecoraje y del Rey Lear (en éste en dos años consecutivos: 2019 y 2020). En 2022 encarna al protagonista de El Avaro de Moliere, Harpagón, primera vez que lo lleva a cabo una actriz en el campo profesional.
Con Atalaya ha superado ampliamente la cifra de 1000 funciones realizadas. En el papel de Celestina cabe subrayar sus giras por una decena de países de Europa, Asia y América, en Festivales internacionales en Moscú, París, Nueva York y Canadá. Forma parte del equipo pedagógico del Laboratorio del Centro Internacional de Investigación Teatral TNT desde 2009.